# Bobby Lee
Robert "Bobby" Lee Jr., född 17 september 1971 i San Diego i Kalifornien, är en amerikansk ståuppkomiker, skådespelare, och poddare. Han var mellan åren 2001 och 2009 delaktig i komediprogrammet Mad TV, och medverkade dessutom i ABC-serien Splitting Up Together från 2018 till 2019. Han har också medverkat i filmerna Harold & Kumar Go to White Castle, Pineapple Express, och The Dictator, samt haft ett gästframträdande i komediserien Reservation Dogs.

## Filmografi (i urval)

### Filmer
- 2003 – Pauly Shore Is Dead
- 2004 – Harold & Kumar Go to White Castle
- 2008 – Pineapple Express
- 2011 – Paul
- 2011 – A Very Harold & Kumar Christmas
- 2012 – The Dictator
- 2016 – Keeping Up with the Joneses
- 2020 – The Wrong Missy
- 2021 – Önskedraken
- 2023 – Old Dads
- 2024 – Borderlands
- 2026 – Goat – bäst i världen

### TV-serier
- 1999 – Arliss (TV-serie)
- 2001 – Bröderna Garcia (TV-serie)
- 2001–2016 – Mad TV (TV-serie)
- 2005 – Curb Your Enthusiasm (TV-serie)
- 2005–2006 – Mind of Mencia (TV-serie)
- 2007 – American Dad! (TV-serie)
- 2009–2011 – Family Guy (TV-serie)
- 2009–2014 – The League (TV-serie)
- 2011 – Big Time Rush (TV-serie)
- 2013 – Arrested Development (TV-serie)
- 2013 – Sean Saves the World (TV-serie)
- 2015–2018 – NCIS: Los Angeles (TV-serie)
- 2015–2019 – Äventyrskatten (TV-serie)
- 2016 – Son of Zorn (TV-serie)
- 2016–2018 – Love (TV-serie)
- 2017 – Real Rob (TV-serie)
- 2018–2019 – Splitting Up Together (TV-serie)
- 2018 – Magnum P.I. (TV-serie)
- 2021 – Nailed It! (TV-serie)
- 2021–2022 – Reservation Dogs (TV-serie)
- 2021–2022 – Inside Job (TV-serie)
- 2021–2023 – And Just Like That... (TV-serie)
- 2023 – History of the World, Part II (TV-serie)

### Musikvideos
- 2009 – "We Made You" (Eminem)
- 2010 – "2 Different Tears" (Wonder Girls)
- 2011 – "Hangover" (Taio Cruz)
- 2017 – "Dure Dure" (Jencarlos)